# Vettorscopio

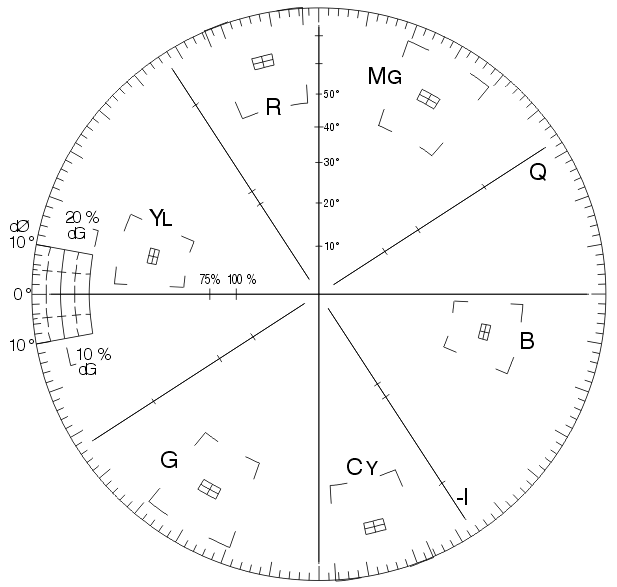
Linee di riferimento su un vettorscopio NTSC. Sono presenti gli assi di riferimenti I e Q e il riferimento per il color burst orientato a 180°.

Un vettorscopio è un tipo particolare di oscilloscopio utilizzato in applicazioni audiovisive. Mentre l'oscilloscopio rappresenta la forma d'onda di un segnale rispetto allo spazio e al tempo, un vettorscopio rappresenta un tracciato polare di due segnali, mostrando la correlazione tra di essi. I vettorscopi per uso televisivo hanno dei riferimenti ben determinati sul display e accettano in ingresso segnali televisivi standard, da cui ricavano i componenti da correlare.

## Applicazioni

### Video
Nelle applicazioni video, il vettorscopio è solitamente accoppiato a un waveform monitor: la coppia di strumenti permette di valutare la qualità di un segnale, che sia analogico o digitale e indipendentemente dallo standard in uso. Mentre le caratteristiche di livello sono rilevabili dalla forma d'onda, il vettorscopio è specificatamente dedicato all'analisi della crominanza. Nel caso di un segnale analogico, lo strumento considera solo la sottoportante colore del segnale (situata a 3.58 MHz in  NTSC e a 4.43 MHz in PAL), mentre nel caso di un segnale digitale vengono messi in correlazione i due canali Cb e Cr.

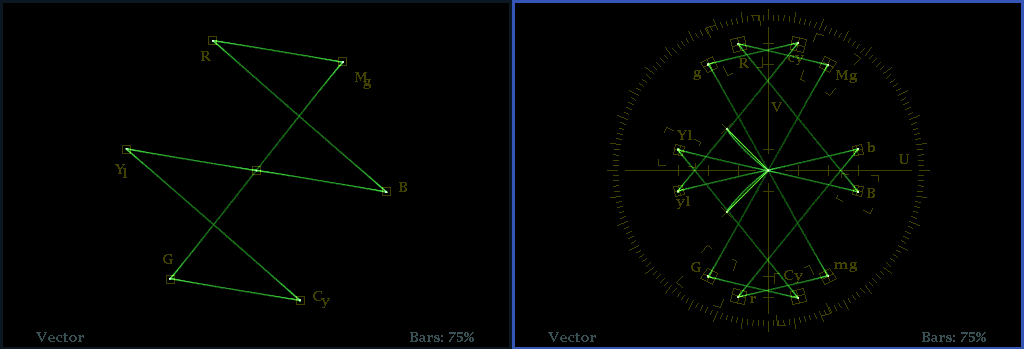
Barre colore UER visualizzate da un vettoscopio digitale e da uno analogico. Il video composito, a destra, mostra le righe alternate di fase tipiche del PAL e il doppio color burst di riferimento.

Il display di un vettorscopio comprende dei riferimenti tracciati su una superficie circolare, particolarmente adatta al sistema di modulazione in quadratura di fase delle componenti cromatiche. Ogni singolo colore può essere rappresentato da un vettore o traccia: la saturazione del colore è rappresentata dall'ampiezza della sottoportante, e quindi dalla distanza del vettore dal centro del cerchio sul display, mentre la tinta è codificata con la fase della sottoportante ed è rappresentata dall'angolo formato dal vettore secondo uno schema prefissato. I riferimenti comprendono la posizione assunta dai vettori delle barre colore in un segnale di livello corretto, e gli assi perpendicolari relativi ai componenti U e V di modulazione. Un vettorscopio per NTSC mostrerà anche i riferimenti per i componenti I e Q, specifici di questo sistema.
Dal momento che un segnale PAL inverte la fase della sottoportante a ogni linea, i riferimenti per le barre sono doppi in uno strumento PAL.
Sul display è presente anche un riferimento a sinistra (nella posizione "9" di un orologio) per la misura del guadagno differenziale e della fase differenziale.
Il segnale di riferimento usato da un vettorscopio è il color burst trasmesso all'inizio di ogni riga televisiva, che appare come vettore su uno dei riferimenti dello stesso strumento. In NTSC, la fase del burst è di 180° mentre in PAL viene alternata tra 135° e 225°, a righe alterne. Nel caso di un segnale analogico a componenti o digitale, il burst non esiste come riferimento e quindi viene a mancare la correlazione di fase con la sottoportante.

### Evoluzione dello strumento
I primi vettorscopi utilizzavano CRT e la griglia con i tracciati era spesso realizzata con un mascherino applicato alla superficie, mentre i modelli più recenti, soprattutto quelli con waveform monitor e vettorscopio combinati, proiettano direttamente i tracciati con lo stesso CRT.
Gli strumenti più moderni sono computer dedicati e mostrano sia i segnali che le linee di riferimento su un display LCD interno o su un monitor VGA esterno.
I vettorscopi dedicati sono in via di obsolescenza man mano che vengono sostituiti da modelli in grado di visualizzare segnali multipli in più finestre.

### Audio
Nelle applicazioni audio, il vettorscopio è usato per misurare la differenza di fase di un segnale stereo, disponendo un canale sull'asse orizzontale e l'altro canale sull'asse verticale. Un segnale monofonico, con due canali identici e in fase tra di loro, verrà rappresentato come una singola linea con un coefficiente angolare di +1. Ogni separazione stereo tra i canali verrà visualizzata come una deviazione da questa linea, creando una figura di Lissajous.
Nel caso di due canali in controfase, appare una linea con un coefficiente angolare di -1.